# Toeplitz-operator
In de operatorentheorie, een deelgebied van de wiskundige analyse, is een Toeplitz-operator een lineaire operator in de Hardy-ruimte {\displaystyle H^{2}} geassocieerd met een gegeven begrensde functie.

## Definitie
We noteren de eenheidscirkel als de eendimensionale torus {\displaystyle \mathbb {T} ,} wat hetzelfde is als het gesloten interval {\displaystyle [0,2\pi ]} met de eindpunten geïdentificeerd. {\displaystyle L^{2}({\mathbb {T} })} is de Hilbertruimte van kwadratisch integreerbare complexwaardige periodieke functies met periode {\displaystyle 2\pi .} De Hardyruimte {\displaystyle H^{2}} is hiervan een gesloten deelruimte. Zij {\displaystyle P} de loodrechte projectie van vectoren van {\displaystyle L^{2}({\mathbb {T} })} op {\displaystyle H^{2}.}
De Toeplitz-operator {\displaystyle T_{\varphi }} geassocieerd met een essentieel begrensde functie {\displaystyle \varphi \in L^{\infty }({\mathbb {T} })} is het resultaat van de vermenigvuldiging met {\displaystyle \varphi } gevolgd door loodrechte projectie:
{\displaystyle T_{\varphi }:H^{2}\to H^{2}:f\mapsto P(\varphi f)}

## Verband met Toeplitz-matrices
De meest gebruikte orthonormale basis voor {\displaystyle H^{2}} bestaat uit de goniometrische functies
{\displaystyle \chi _{n}:{\mathbb {T} }\to {\mathbb {C} }:t\mapsto e^{int},\ n\in {\mathbb {N} }}
Als {\displaystyle \varphi } een essentieel begrensde periodieke functie is met Fouriercoëfficiënten
{\displaystyle {\hat {\varphi }}(n)={1 \over 2\pi }\int _{t=0}^{2\pi }\varphi (t)\chi _{-n}(t)\,dt}
dan worden de matrixelementen {\displaystyle a_{m,n}} van {\displaystyle T_{\varphi }} ten opzichte van die orthonormale basis gegeven door
{\displaystyle a_{m,n}=(T_{\varphi }\chi _{n},\chi _{m})={1 \over 2\pi }\int _{t=0}^{2\pi }\varphi (t)\chi _{m-n}(t)\,dt={\hat {\varphi }}(m-n).}
Met andere woorden is de matrix van {\displaystyle T_{\varphi }} constant op de diagonalen, wat precies de voorwaarde is voor een (eindige) Toeplitz-matrix.